# Georges Kahhalé Zouhaïraty
Georges Kahhalé Zouhaïraty BA (* 1. August 1938 in Aleppo, Syrien) war von 1995 bis 2019 der Apostolische Exarch für die Melkitische Griechisch-Katholische Kirche in  Venezuela.

## Leben
Am 2. Februar 1966 wurde Georges Kahhalé Zouhaïraty zum Ordenspriester der Aleppinischen Basilianer geweiht. Unter gleichzeitiger Ernennung zum Titularbischof von Abila Lysaniae erhielt er am 12. Oktober 1995 die Ernennung zum Apostolischen Exarch in Venezuela. Der Patriarch von Antiochien Maximos V. Hakim und die Mitkonsekratoren Erzbischof Elias Nijmé BA von Tripoli (Libanon) und Weihbischof in Antiochien Erzbischof Jean Mansour SMSP weihten ihn am 21. Dezember 1995 zum Bischof. 2019 trat er zurück. Sein Nachfolger wurde Joseph Khawam.

## Zum Nahen Osten
Bischof Georges Kahhalé Zouhaïraty war im Oktober 2010 als Delegierter auf der  Sonderversammlung der Bischofssynode zum  Nahen Osten vertreten. Zur Situation der Christen im Nahen Osten legte er eine Stellungnahme vor. Darin sagte er, dass es eine wichtige Aufgabe der in der Emigration lebenden Christen sei, die in ihrem Heimatland lebenden Christen zu unterstützen und sie im Glauben zu stärken. Wörtlich sagte er: „Wir, die Auswanderer von Syrien, Libanon, Palästina und – erlauben Sie mir, es zu sagen – Ägypten, werden unser Land immer lieben und eng mit unserem Land und unserer Herkunft verbunden bleiben. Es gibt zahlreiche Männer und Frauen, die religiöse Impulse geben können und mit wissenschaftlicher und wirtschaftlicher Großzügigkeit in den Ländern tätig sein können, die uns mit offenen Armen begrüßen“.